# Liste der Premierminister von Äquatorialguinea
Liste der Premierminister von Äquatorialguinea.
| Name                          | Personendaten | Amtszeit                           | Partei                   |
| ----------------------------- | ------------- | ---------------------------------- | ------------------------ |
| Bonifacio Ondó Edu            | (1922–1969)   | 27. Mai 1964 – 12. Oktober 1968    | MUNGE                    |
| Cristino Seriche Malabo Bioko | (1940–2024)   | 12. Oktober 1982 – 23. Januar 1992 | Militär (seit 1987 PDGE) |
| Silvestre Siale Bileka        | (* 1939)      | 23. Januar 1992 – 1. April 1996    | PDGE                     |
| Ángel Serafín Seriche Dougan  | (* 1946)      | 1. April 1996 – 4. März 2001       | PDGE                     |
| Cándido Muatetema Rivas       | (1960–2014)   | 4. März 2001 – 15. Juni 2004       | PDGE                     |
| Miguel Abia Biteo Boricó      | (1961–2012)   | 15. Juni 2004 – 16. August 2006    | PDGE                     |
| Ricardo Mangue Obama Nfubea   | (* 1961)      | 16. August 2006 – 14. Juli 2008    | PDGE                     |
| Ignacio Milam Tang            | (* 1940)      | 14. Juli 2008 – 28. Mai 2012       | PDGE                     |
| Vicente Ehate Tomi            | (* 1968)      | 28. Mai 2012 – 23. Juni 2016       | PDGE                     |
| Francisco Pascual Obama Asue  | (* 1949)      | 23. Juni 2016 – 1. Februar 2023    | PDGE                     |
| Manuela Roka Botey            | (* 1964)      | 1. Februar 2023 – 19. August 2024  | PDGE                     |
| Manuel Osa Nsue Nsua          | (* 1976)      | seit 19. August 2024               | PDGE                     |